# Голго-13 (фильм)
Голго-13 (яп. ゴルゴ13 Gorugo 13) — японско-иранский фильм режиссёра Дзюнъя Сато, снятый на киностудии Toei и иранской SOCIÉTÉ ANONYME CINÉMATOGRAPHIQUE IRAN, снятый по мотивам одноимённой манги Golgo 13, этот фильм стал первой художественной экранизацией манги

## Сюжет
Тайный следователь полиции САВАК вторгся в Тегеран в попытке арестовать Макса Боа, мирового криминального авторитета и отправляет своих агентов туда, чтобы арестовать его, но их одного за другим убивают его приспешники. Начальник полиции Фланаган платит «Голго 13» 500 000 долларов США за убийство Боа. Он прибывает в Тегеран на самолете. Кэтрин Мортон, женщина-агент тайной полиции, следует и встречается с ним. Тем временем прспешники Боа также узнают, что Голго находится в Иране, и ищут его.
Сотрудник Голго, частный детектив по имени Эгбали, сообщает ему о местонахождении мистера Вайна, менеджера ночного клуба, который знает информацию о банде, и о том, что Боа любитель птиц, но однажды ночью люди Боа сталкиваются с ним в отеле и убивают его. Голго, который присутствовал, становится подозреваемым в его убийстве и преследуется тегеранской полицией. Кроме того, мистер Вайн, которому тот сообщил, что у банды Боа есть убежище в Старом городе, был стерт его приспешниками.
В Тегеране много случаев похищения женщин, и Шейлы, жена инспектора городской полиции Амана Джафари, также похищена его бандой. Тот подбирает её пальто, упавшее на улицу, и подозревает Голго, который случайно оказался поблизости, в убийстве Эгбали, и окружает отель, где он и Кэтрин остановились. Голго 13 удается сбежать, и Кэтрин допрашивается Аманом за помощь в его побеге. Тем временем полиция захватывает приспешника близкого помощника Боа, Дугласа, и узнает правду об исчезновении. Банда Боа занимается торговлей людьми, пытаясь продать похищенных женщин за границу. Тот игнорирует расследование, приказывает тайно перевезти женщин в другое убежище в Исфахане, но тегеранская полиция также получает информацию. Голго обнаруживает убежище банды, основываясь на информации мистера Вайна, и стреляет в человека с маленькой птицей на плече, полагая, что это он, но это ловушка, расставленная его бандой с помощью приманки, и его захватывают приспешники. Голго пользуется возможностью сбежать и мстит слепому убийце Уолтеру и его другим приспешникам.
Банда устанавливает мины на главной дороге, пытаясь устранить Амана и его полицию, когда они направляются в Исфахан. Голго берет на себя инициативу и стреляет по минам до прибытия Амана, взрывает их и получает взрывчатку. Он прибывает в убежище Боа (роскошный особняк) и пользуется тем, что его двойники ежедневно завтракают на открытом воздухе под охраной множества гангстеров, но во дворе много приманок. Чтобы выяснить, кто из них настоящий Макс Боа, Голго стреляет в птичью клетку и пытается убить всех подсадных, которые приближаются к выпущенной маленькой птичке, думая, что это Боа, но его ловят приспешники, и он терпит неудачу в своей стрельбе. Кэтрин, которая, кажется, защищает его и обеспечивает прикрытие, забирается приспешниками и становится частью жертвы торговли людьми.
Чтобы выманить Голго, Боа отводит женщин к руинам храма в Персеполисе и угрожает убить их одну за другой, если он не появится. Во время противостояния Дуглас убивает Кэтрин, когда она сказала в своих последних словах, что любит Голго. Аман догоняет их и узнает свою жену Шейлу, и, приказывая банде сдаться, он в одиночку направляется к заложникам и успешно освобождает их, но его застреливают гангстеры, и он умирает от раны, пока Шейла держит его за руку, плача при виде своего мёртвого мужа. Голго преследует убегающего Боа на своей машине, но его останавливает вертолет, пилотируемый Дугласом. Он загнан в угол в пустынной местности и умудряется убить Дугласа и сбить его вертолет. Потеряв свою машину во время перестрелки, Голго несколько дней шел через Деште-Кевир без еды и воды, пробираясь через пустыню. На рассвете на берегу озера Боа, который завтракал на террасе своего убежища и наслаждался чаем после ужина со своей любовницей, был застрелен снайперской пулей вместе с небольшой птицей. Увидев смерть Боа с противоположного берега, Голго уходит к восходящему солнцу, в конце концов выслеживая человека, который несет ответственность за похищение невинных женщин и отомстил за Кэтрин и Амана.

## В ролях
- Кэн Такакура - Голго 13, главный протагонист[6]
- Пури Банаи - Катерина, компаньон Голго
- Нурсат Карими - Ричард Флангадан
- Мохсен Сохраби - Аман Джаффари, главный антагонист
- Валиоллах Ширандами
- Али Деган
- Джалаль Пишваян - Дуглас
- Дариуш Асадзадех - Господин Вайн
- Араш Радж - Алберт Джонсон
- Ахмад Гадакчян
- Джале Сам - Шейла Гаффари